# John Woods (Politiker, 1761)
John Woods (* 1761 in Bedford, Bedford County, Province of Pennsylvania; † 16. Dezember 1816 im Brunswick County, Virginia) war ein US-amerikanischer Politiker. In den Jahren 1815 und 1816 vertrat er den Bundesstaat Pennsylvania im US-Repräsentantenhaus.

## Werdegang
John Woods war der ältere Bruder des Kongressabgeordneten Henry Woods (1764–1826). Nach einem Jurastudium und seiner 1783 erfolgten Zulassung als Rechtsanwalt begann er in Pennsylvania in diesem Beruf zu arbeiten. Im Jahr 1784 war er auch an der Planung der Weiterentwicklung der Stadt Pittsburgh beteiligt. Politisch wurde er Mitglied der Ende der 1790er Jahre von Alexander Hamilton gegründeten Föderalistischen Partei. Im Jahr 1797 saß er im Senat von Pennsylvania.
Bei den Kongresswahlen des Jahres 1814 wurde Woods im 14. Wahlbezirk von Pennsylvania in das US-Repräsentantenhaus in Washington, D.C. gewählt, wo er am 4. März 1815 die Nachfolge von Adamson Tannehill antrat. Aufgrund einer Erkrankung war er aber nicht in der Lage, an den Sitzungen des Kongresses teilzunehmen. Ende 1816 begab er sich auf eine Erholungsreise in den Süden, auf der er am 16. Dezember dieses Jahres in Virginia verstarb.
Sein Wohnhaus in Pittsburgh ist als John Woods House im National Register of Historic Places gelistet.